# Parapocryptes serperaster
Parapocryptes serperaster är en fiskart som först beskrevs av Richardson, 1846.  Parapocryptes serperaster ingår i släktet Parapocryptes och familjen smörbultsfiskar. Inga underarter finns listade i Catalogue of Life.